# Melanochelys
Melanochelys är ett släkte av sköldpaddor som ingår i familjen Geoemydidae.
Arter enligt Catalogue of Life och The Reptile Databas:
- Melanochelys tricarinata
- Melanochelys trijuga